# Challenger de Båstad
El Båstad Challenger es un torneo profesional de tenis. Pertenece al ATP Challenger Tour. Se juega desde el año 2016 sobre pistas de polvo de ladrillo, en Bastad, Suecia.

## Palmarés

### Individuales
| Año  | Campeón          | Finalista               | Resultado   |
| ---- | ---------------- | ----------------------- | ----------- |
| 2016 | Horacio Zeballos | Roberto Carballés Baena | 6–3, 6–4    |
| 2017 | Dušan Lajović    | Leonardo Mayer          | 6–2, 7–6(4) |

### Dobles
| Año  | Campeones                     | Finalistas                           | Resultado |
| ---- | ----------------------------- | ------------------------------------ | --------- |
| 2016 | Isak Arvidsson Fred Simonsson | Johan Brunström Andreas Siljeström   | 6–3, 7–5  |
| 2017 | Tuna Altuna Václav Šafránek   | Sriram Balaji Vijay Sundar Prashanth | 6–1, 6–4  |